# Drugi gabinet Donalda Trumpa
Ten artykuł dotyczy przyszłego wydarzenia. Informacje w nim zawarte mogą się zmienić wraz z pojawieniem się nowych faktów, a początkowe doniesienia mogą być niepewne. Ostatnie aktualizacje tego artykułu mogą nie odzwierciedlać najbardziej aktualnych informacji.
Drugi gabinet Donalda Trumpa – gabinet tworzony przez wybranego 5 listopada 2024 na urząd 47. prezydenta Stanów Zjednoczonych Donalda Trumpa. Administracja nowego prezydenta zastąpiła Gabinet Joego Bidena. Inauguracja gabinetu prezydenta Trumpa odbyła się 20 stycznia 2025.

## Członkowie gabinetu
| Drugi gabinet prezydenta Donalda Trumpa | Drugi gabinet prezydenta Donalda Trumpa | Drugi gabinet prezydenta Donalda Trumpa                                                                       | Drugi gabinet prezydenta Donalda Trumpa |
| --- | --------------------------------------- | --- | --------------------------------------- |
| Wybrani do urzędu – wszyscy pozostali członkowie gabinetu służą z woli prezydenta Jeszcze nie potwierdzone przez Senat Pełnienie funkcji pełniącego obowiązki Nie jest wymagana zgoda Senatu |                                         | |                                         |
| Funkcja | Imię i nazwisko                         | Funkcja | Imię i nazwisko                         |
| Wiceprezydent Stanów Zjednoczonych Kandydatura ogłoszona: 15 lipca 2024 Zwycięstwo w wyborach: 5 listopada 2024 Objęcie urzędu: 20 stycznia 2025                                             | J.D. Vance z Ohio                       | Sekretarz stanu Kandydatura ogłoszona: 13 listopada 2024 Objęcie urzędu: 21 stycznia 2025                     | Marco Rubio z Florydy                   |
| Sekretarz skarbu Kandydatura ogłoszona: 22 listopada 2024 Objęcie urzędu: 28 stycznia 2025                                                                                                   | Scott Bessent z Karoliny Południowej    | Sekretarz obrony Kandydatura ogłoszona: 12 listopada 2024 Objęcie urzędu: 25 stycznia 2025                    | Pete Hegseth z Tennessee                |
| Prokurator generalny Kandydatura ogłoszona: 21 listopada 2024 Objęcie urzędu: 5 lutego 2025                                                                                                  | Pam Bondi z Florydy                     | Sekretarz zasobów wewnętrznych Kandydatura ogłoszona: 14 listopada 2024 Objęcie urzędu: 31 stycznia 2025      | Doug Burgum z Dakoty Północnej          |
| Sekretarz rolnictwa Kandydatura ogłoszona: 23 listopada 2024 Objęcie urzędu: 13 lutego 2025                                                                                                  | Brooke Rollins z Teksas                 | Sekretarz handlu Kandydatura ogłoszona: 19 listopada 2024 Objęcie urzędu: 21 lutego 2025                      | Howard Lutnick z Nowego Jorku           |
| Sekretarz pracy Kandydatura ogłoszona: 22 listopada 2024 Objęcie urzędu: 11 marca 2025 | Lori Chavez-DeRemer z Oregon            | Sekretarz zdrowia i opieki społecznej Kandydatura ogłoszona: 14 listopada 2024 Objęcie urzędu: 13 lutego 2025 | Robert F. Kennedy Jr. z Kalifornii      |
| Sekretarz urbanizacji Kandydatura ogłoszona: 22 listopada 2024 Objęcie urzędu: 5 lutego 2025                                                                                                 | Scott Turner z Teksas                   | Sekretarz transportu Kandydatura ogłoszona: 18 listopada 2024 Objęcie urzędu: 28 stycznia 2025                | Sean Duffy z Wisconsin                  |
| Sekretarz energii Kandydatura ogłoszona: 16 listopada 2024 Objęcie urzędu: 4 lutego 2025 | Chris Wright z Kolorado                 | Sekretarz edukacji Kandydatura ogłoszona: 19 listopada 2024 Objęcie urzędu: 3 marca 2025                      | Linda McMahon z Connecticut             |
| Sekretarz spraw weteranów Kandydatura ogłoszona: 14 listopada 2024 Objęcie urzędu: 5 lutego 2025                                                                                             | Doug Collins z Georgii                  | Sekretarz bezpieczeństwa krajowego Kandydatura ogłoszona: 12 listopada 2024 Objęcie urzędu: 25 stycznia 2025  | Kristi Noem z Dakoty Południowej        |

| Pozostali członkowie gabinetu                                                                                      | Pozostali członkowie gabinetu    | Pozostali członkowie gabinetu                                                                                             | Pozostali członkowie gabinetu           |
| Funkcja | Imię i nazwisko                  | Funkcja | Imię i nazwisko                         |
| --- | -------------------------------- | --- | --------------------------------------- |
| Szef personelu Białego Domu Kandydatura ogłoszona: 7 listopada 2024 Objęcie urzędu: 20 stycznia 2025               | Susie Wiles z Dystryktu Kolumbii | Administrator Environmental Protection Agency Kandydatura ogłoszona: 11 listopada 2024 Objęcie urzędu: 29 stycznia 2025   | Lee Zeldin z Nowego Jorku               |
| Dyrektor Biura Zarządzania i Budżetu Kandydatura ogłoszona: 22 listopada 2024 Objęcie urzędu: do ustalenia         | Russell Vought z Wirginii        | Dyrektor Wywiadu Narodowego Kandydatura ogłoszona: 13 listopada 2024 Objęcie urzędu: do ustalenia                         | Tulsi Gabbard z Hawajów                 |
| Dyrektor Centralnej Agencji Wywiadowczej Kandydatura ogłoszona: 12 listopada 2024 Objęcie urzędu: 23 stycznia 2025 | John Ratcliffe z Teksas          | Przedstawiciel Stanów Zjednoczonych do spraw Handlu Kandydatura ogłoszona: 26 listopada 2024 Objęcie urzędu: do ustalenia | Jamieson Greer z Waszyngtonu            |
| Ambasador Stanów Zjednoczonych przy ONZ Kandydatura ogłoszona: 10 listopada 2024 Objęcie urzędu: do ustalenia      | Elise Stefanik z Nowego Jorku    | Przewodniczący Rady Doradców Ekonomicznych Kandydatura ogłoszona: 22 grudnia 2024 Objęcie urzędu: do ustalenia            | Stephen Miran z Nowego Jorku            |
| Administrator Small Business Administration Kandydatura ogłoszona: 4 grudnia 2024 Objęcie urzędu: do ustalenia     | Kelly Loeffler z Georgii         | Dyrektor Biura Polityki Naukowo-Technicznej Kandydatura ogłoszona: 22 grudnia 2024 Objęcie urzędu: do ustalenia           | Michael Kratsios z Karoliny Południowej |